# Eupromus ruber
Eupromus ruber là một loài bọ cánh cứng trong họ Cerambycidae.